# Marianne Cardale de Schrimpff

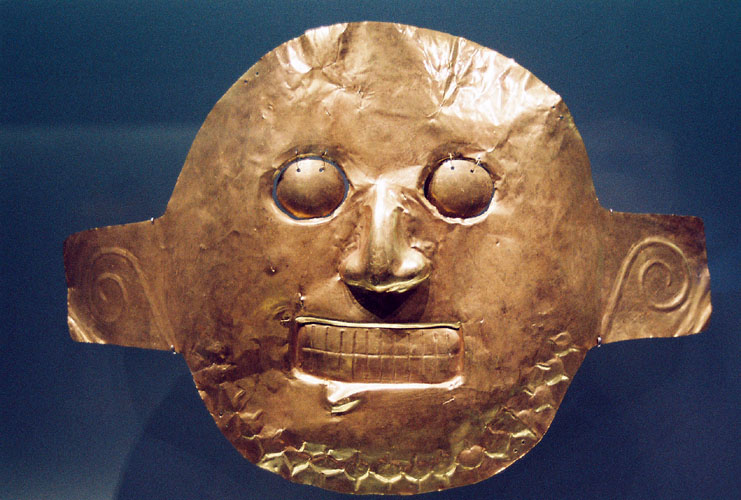
Máscara de la cultura Calima, extensamente investigado por Marianne Cardale de Schrimpff

Profesora Marianne Vere Cardale de Schrimpff es una antropóloga colombiana, arqueóloga, académica y escritora.

## Biografía
Marianne Cardale obtuvo su grado de maestría en la Universidad de Edimburgo en 1965 y su doctorado en 1972 en la Universidad de Oxford con una tesis nombrada Técnicas de tejido a mano y artes relacionadas en Colombia. De 1970 a 1974 Cardale de Schrimpff trabajó en la Universidad de Los Andes en Bogotá.
Cardale de Schrimpff ha sido activa en el establecimiento del Museo del Oro Calima en Cali, en la región de los Calima. Ella también cofundó el grupo Pro Calima en la cultura Calima. Parte de su trabajo fue en la cultura Malagana, sobre carreteras precolombinas, y otros aspectos de la cultura Calima. Schrimpff ha escrito sobre el Periodo Herrera, sobre los Muiscas y su producción de sal en los Rangos Orientales de los andes colombianos y sobre textiles en diferentes partes del país.
Marianne Cardale de Schrimpff ha trabajado con otro becarios y arqueólogos dedicados a los Muiscas en Colombia, como Sylvia Broadbent, Gonzalo Correal Urrego, Ana María Groot, Leonor Herrera y otros.
Cardale de Schrimpff Habla inglés, español, francés y alemán.
Su nombre de soltera es Cardale, de Schrimpff refiere a su marido, fotógrafo aéreo Rudolf Schrimpff. Rudolf Schrimpff murió el 30 de marzo de 2005 en un accidente de aviación.

## Trabajos
Schrimpff ha publicado muchos libros y artículos sobre los Calima, Muisca, Panche, y otros grupos indígenas de Colombia, en español e inglés.

### Selección de libros
- 2015 - Arqueología de Sal, capítulo Producción de Sal Precolombina en Colombia - buscando la evidencia[5]
- 2000 - Caminos precolombinos: las vías, los ingenieros y los viajeros (con Leonor Herrera)[6]
- 1996 - Caminos prehispánicos en Calima: El estudio de caminos precolombinos de la cuenca del alto río Calima, Cordillera Occidental, Valle del Cauca[7]
- 1992 - Calima : diez mil años de historia en el suroccidente de Colombia
- 1981 - Las salinas de Zipaquirá: su explotación indígena

### Selección de artículos
- 2013 - Ocupación Humana y el Entorno durante el Holocene en el Río Cauca Valle, Colombia. La Evidencia de Paleobotany y de Estudios de Tierra (con Neil Duncan, Ana María Groot, Pedro Botero, Alejandra Betancourt & Juan Carlos Berrio[8]
- 2006 - Cazando animales en el bestiario cosmológico: el cocodrilo en el suroeste de Colombia y en regiones vecinas del Ecuador (800 Un.C. Un 500 D.C.)[9]
- 2006 - Estudio de los restos humanos y de fauna del sitio arqueológico Hacienda Malagana (con Gonzalo Correal Urrego, Leonor Herrera & Carlos Armando Rodríguez)
- 1990 - La agricultura y el manejo de la tierra en tiempos prehispánicos
- 1989 - Ornamentos y máscaras de oro de la cultura Ilama, metalurgia del periodo formativo tardío en la cordillera occidental colombiana (con Warwick Bray, Leonor Herrera & Adriana Arias De Hassan)[10]
- 1988 - Textiles arqueológicos del bajo rio San Jorge[11]
- 1981 - Ocupaciones humanas en el Altiplano Cundiboyacense[12]
- 1976 - Investigaciones arqueológicas en la zona de Pubenza, Tocaima, Cundinamarca[13]
- 1974 - Mitología Cuna: Los Kalu según Don Alfonso Díaz Granadas (con Leonor Herrera)[14]

## Trabajos notables por Cardale de Schrimpff
- Cardale de Schrimpff, Marianne. 1985. En busca de los primeros agricultores del Altiplano Cundiboyacense - Buscando los primeros labradores del Altiplano Cundiboyacense, 99@–125. Banco de la República. Accedido 2016-07-08.
- Paepe, Paul de, y Marianne Cardale de Schrimpff. 1990. Resultados de un estodio petrológico de cerámicas del Periodo Herrera provenientes de la Sabana de Bogotá y sus implicaciones arqueológicas - Resultados de un petrological el estudio de cerámicas forma el Herrera Periodo que proviene el Bogotá savanna y sus implicaciones arqueológicas. Boletín Museo del Oro _. 99-119. Accedido 2016-07-08.

- Datos: Q25753845